# Stora Långtjärnen (Hedemora socken, Dalarna)
Stora Långtjärnen är en sjö i Hedemora kommun i Dalarna och ingår i Norrströms huvudavrinningsområde.